# Laurin Curda
Laurin Curda (* 30. Oktober 2001 in Ludwigsburg) ist ein deutscher Fußballspieler.

## Karriere

### Verein
Nach seinen Anfängen in der Jugend des FV Löchgau und des VfB Stuttgart wechselte Curda im Sommer 2017 in die Jugendabteilung der TSG 1899 Hoffenheim. Nach insgesamt 23 Spielen in der B-Junioren-Bundesliga, 30 Spielen in der A-Junioren-Bundesliga, fünf Kadernominierungen in der Saison 2018/19 in der UEFA Youth League, bei denen ihm insgesamt ein Tor gelang und einem Einsatz für die zweite Mannschaft in der Regionalliga Südwest, wechselte er im Sommer 2020 zur zweiten Mannschaft des SV Sandhausen in die Oberliga Baden-Württemberg. Im Sommer 2021 wechselte er in die Regionalliga Südwest zur TSG Balingen. Mit seinem Verein gewann er am Ende der Saison 2022/23 den WFV-Pokal.
Nach zwei Spielzeiten und 61 Ligaspielen wechselte er im Sommer 2023 zum Zweitligisten SC Paderborn 07 und kam dort auch zu seinem ersten Einsatz im Profibereich, als er am 30. Juli 2023, dem 1. Spieltag, bei der 0:5-Auswärtsniederlage gegen die SpVgg Greuther Fürth in der 67. Spielminute für Raphael Obermair eingewechselt wurde.

### Nationalmannschaft
Curda bestritt im Jahr 2017 ein Spiel für die U17-Nationalmannschaft des DFB, bei dem ihm ein Tor gelang.

## Erfolge
- WFV-Pokal-Sieger: 2023